# U-454

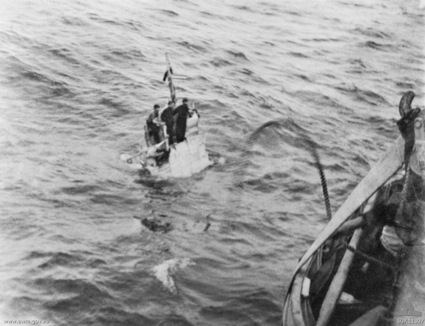
U-454, який тоне, з кількома вцілілими на містку.

| U-454                                    | U-454 | U-454 |
| ---------------------------------------- | --- | --- |
|                                          | | |
|                                          | | |
| Зображення підводного човна підтипу VIIC | | |
| Під прапором                             | Третій Рейх | Третій Рейх |
| Спуск на воду                            | 30 квітня 1941 року | 30 квітня 1941 року |
| Сучасний статус                          | 1 серпня 1943 року затоплений у Біскайській затоці північно-західніше мису Ортегаль глибинними бомбами літаючого човна-протичовнового літака «Сандерленда» Королівських ПС Австралії | 1 серпня 1943 року затоплений у Біскайській затоці північно-західніше мису Ортегаль глибинними бомбами літаючого човна-протичовнового літака «Сандерленда» Королівських ПС Австралії |
| Проєкт                                   | | |
| Тип ПЧ                                   | Торпедний ДПЧ | Торпедний ДПЧ |
| Головний конструктор                     | Deutsche Werke | Deutsche Werke |
| Основні характеристики                   | | |
| Швидкість (надводна)                     | 17,7 вузлів | 17,7 вузлів |
| Швидкість (підводна)                     | 7,6 вузлів | 7,6 вузлів |
| Робоча глибина занурення                 | 100 м | 100 м |
| Гранична глибина занурення               | 230 м | 230 м |
| Автономність плавання                    | 8 500 морських миль (15 700 км) на швидкості 10 вузлів (19 км/год) (у надводному положенні) 80 миль (150 км) на швидкості 4 вузли (в підводному положенні)                           | 8 500 морських миль (15 700 км) на швидкості 10 вузлів (19 км/год) (у надводному положенні) 80 миль (150 км) на швидкості 4 вузли (в підводному положенні)                           |
| Екіпаж                                   | 44-60 осіб | 44-60 осіб |
| Розміри                                  | | |
| Довжина найбільша (по КВЛ)               | 67,1 м | 67,1 м |
| Ширина корпусу найб.                     | 5,5 м | 5,5 м |
| Висота                                   | 9,6 м | 9,6 м |
| Середня осадка (по КВЛ)                  | 4,74 м | 4,74 м |
| Водотоннажність надводна                 | 769 т | 769 т |
| Озброєння                                | | |
| Артилерія                                | 1 × 88-мм палубна гармата SK C/35 | 1 × 88-мм палубна гармата SK C/35 |
| Торпедно- мінне озброєння                | 4 носових і один кормовий 533-мм ТА. 14 торпед або 26 мін TMA | 4 носових і один кормовий 533-мм ТА. 14 торпед або 26 мін TMA |
| ППО                                      | 1 × 20-мм зенітна гармата C/30 | 1 × 20-мм зенітна гармата C/30 |

U-454 — німецький підводний човен типу VII C Крігсмаріне за часів Другої світової війни. Закладений 4 липня 1940 року на верфі Deutsche Werke у Кілі. Спущений на воду 30 квітня 1941 року, 24 липня 1941 року увійшов до складу ВМС нацистської Німеччини. Єдиним командиром човна був капітан-лейтенант Буркгард Гаклендер.
Розпочав службу у складі 5-ї навчальної флотилії. З 1 листопада 1943 року переведений до складу 7-ї флотилії.
З 1 грудня 1941 року до загибелі 1 серпня 1943 року U-454 здійснив 10 бойових походів, у яких потопив 1 судно, 1 бойовий корабель та пошкодив 1 судно. 1 серпня 1943 року затоплений у Біскайській затоці північно-західніше мису Ортегаль глибинними бомбами летючого човна «Сандерленд» Королівських ПС Австралії; 32 члени екіпажу загинули, 14 були врятовані.

## Перелік затоплених U-454 суден у бойових походах
| №                                                               | Дата          | Назва          | Тип                   | Належність      | Водотоннажність (брт) | Вантаж                       | Конвой      | Результат та координати                                                | Наслідки атаки для екіпажу                  | Прим. |
| --------------------------------------------------------------- | ------------- | -------------- | --------------------- | --------------- | --------------------- | ---------------------------- | ----------- | ---------------------------------------------------------------------- | ------------------------------------------- | ----- |
| Перший похід (25.12.1941—20.01.1942, 27 діб; Кіркенес—Кіркенес) |               |                |                       |                 |                       |                              |             |                                                                        |                                             |       |
| 1                                                               | 17 січня 1942 | РТ-68 «Єнісей» | траулер               | СРСР            | 557                   |                              |             | потоплено 68°41′ пн. ш. 38°58′ сх. д. / 68.683° пн. ш. 38.967° сх. д.  | 34 (2 загинуло та 32 врятовані)             |       |
| 2                                                               | 17 січня 1942 | «Гарматріс»    | суховантажне судно    | Велика Британія | 5 395                 | 6 000 тонн військового майна | Конвой PQ 8 | пошкоджено 69°16′ пн. ш. 36°08′ сх. д. / 69.267° пн. ш. 36.133° сх. д. | 47 (весь екіпаж врятований, загиблих немає) |       |
| 3                                                               | 17 січня 1942 | «Матабеле»     | ескадрений міноносець | Велика Британія | 1 870                 |                              | Конвой PQ 8 | потоплений 69°21′ пн. ш. 35°27′ сх. д. / 69.350° пн. ш. 35.450° сх. д. | 238 (236 загинуло, 2 врятовані)             |       |